# UFC sur ESPN : Moreno contre Erceg
UFC sur ESPN : Moreno vs. Erceg (également connu sous le nom d' UFC sur ESPN 64 ) est un événement d'arts martiaux mixtes produit par l'Ultimate Fighting Championship qui s'est tenu le 29 mars 2025 à l'Arena CDMX à Mexico, au Mexique,.

## Contexte
L'événement était la septième visite de la promotion à Mexico et la première depuis l'UFC Fight Night : Moreno vs. Royval 2 en février 2024.
Un combat de poids mouche entre l'ancien double champion poids mouche de l'UFC Brandon Moreno et l'ancien challenger au titre Steve Erceg a eu lieu en tête d'affiche de l'événement.
Selon les rumeurs, un combat poids plume entre l'ancien champion poids plume intérimaire de l'UFC, Yair Rodríguez, et Diego Lopes serait la tête d'affiche de l'événement, mais Lopes a ensuite nié que le combat aurait jamais lieu,.
Un combat de poids mouche féminin entre Yazmin Jauregui et Dione Barbosa était prévu pour cet événement. Cependant, Jauregui ne voulant pas affronter Barbosa, Barbosa a été remplacée par l'ancienne championne poids paille féminine de la LFA, Julia Polastri, dans un combat poids paille,. À son tour, Jauregui s'est retiré du combat en raison d'une blessure et a été remplacé par un autre ancien champion poids paille de la LFA, Loopy Godinez .
Un combat de poids légers entre Joaquim Silva et Rafa García était prévu pour cet événement. Cependant, Silva s'est retiré du combat pour des raisons inconnues et a été remplacé par Vinc Pichel.
Un combat de poids légers entre Daniel Zellhuber et Elves Brener était prévu pour cet événement. Cependant, Brener s'est retiré du combat et a été remplacé par l'ancien champion des poids légers de la LFA, Austin Hubbard. À son tour, Zellhuber a été retiré de la carte en raison d'une blessure et a été remplacé par MarQuel Mederos.
Un combat de poids moyen entre l'ancien challenger intérimaire du championnat des poids moyens de l'UFC (également vainqueur des poids moyens de The Ultimate Fighter : Team Jones vs. Team Sonnen) Kelvin Gastelum et Joe Pyfer était prévu pour cet événement. Malgré la pesée des deux hommes pour le match, le combat a été annulé le jour de l'événement en raison d'une maladie de Pyfer.
Lors de la pesée, Ronaldo Rodríguez pesait 57 kg, soit une livre de plus que la limite des poids mouches pour un combat hors titre. Le combat s'est déroulé en poids variable et Rodríguez a été condamné à une amende de 20 % de sa bourse, qui a été versée à son adversaire Kevin Borjas.

## Résultats
| Carte principale (ESPN2 / ESPN+)   | Carte principale (ESPN2 / ESPN+) | Carte principale (ESPN2 / ESPN+) | Carte principale (ESPN2 / ESPN+) | Carte principale (ESPN2 / ESPN+)         | Carte principale (ESPN2 / ESPN+) | Carte principale (ESPN2 / ESPN+) | Carte principale (ESPN2 / ESPN+) |
| Catégorie                          |                                  |                                  |                                  | Méthode                                  | Round                            | Chrono.                          | Notes                            |
| ---------------------------------- | -------------------------------- | -------------------------------- | -------------------------------- | ---------------------------------------- | -------------------------------- | -------------------------------- | -------------------------------- |
| Poids Mouches                      | Brandon Moreno                   | déf.                             | Steve Erceg                      | Décision (unanime) (49–46, 49–46, 49–46) | 5                                | 5:00                             |                                  |
| Poids Légers                       | Manuel Torres                    | déf.                             | Drew Dober                       | TKO (poings)                             | 1                                | 1:45                             |                                  |
| Poids Mouches                      | Édgar Cháirez                    | déf.                             | C.J. Vergara                     | Soumission (clé de machoire)             | 1                                | 2:30                             |                                  |
| Poids Coq                          | Raul Rosas Jr.                   | déf.                             | Vince Morales                    | Décision (unanime) (29–28, 29–28, 29–28) | 3                                | 5:00                             |                                  |
| Poids Coq                          | David Martínez                   | déf.                             | Saimon Oliveira                  | TKO (genou et poings)                    | 1                                | 4:38                             |                                  |
| Poids Convenus (57 kg)             | Kevin Borjas                     | déf.                             | Ronaldo Rodríguez                | Décision (unanime) (30–27, 30–27, 29–28) | 3                                | 5:00                             |                                  |
| Carte préliminaire (ESPN2 / ESPN+) |                                  |                                  |                                  |                                          |                                  |                                  |                                  |
| Poids Moyens                       | Ateba Abega Gautier              | déf.                             | José Daniel Medina               | KO (genou et poings)                     | 1                                | 3:32                             |                                  |
| Poids Plumes                       | Melquizael Costa                 | déf.                             | Christian Rodriguez              | Décision (unanime) (29–28, 29–28, 29–28) | 3                                | 5:00                             |                                  |
| Poids Pailles Femmes               | Loopy Godinez                    | déf.                             | Julia Polastri                   | Décision (unanime) (29–28, 29–28, 29–28) | 3                                | 5:00                             |                                  |
| Poids Légers                       | Rafa García                      | déf.                             | Vinc Pichel                      | Décision (unanime) (30–27, 30–27, 29–28) | 3                                | 5:00                             |                                  |
| Poids Plumes                       | Jamall Emmers                    | déf.                             | Gabriel Miranda                  | TKO (genou au corps et poings)           | 1                                | 4:06                             |                                  |
| Poids Légers                       | MarQuel Mederos                  | déf.                             | Austin Hubbard                   | Décision (divisée) (28–29, 29–28, 29–28) | 3                                | 5:00                             |                                  |

## Récompenses Bonus
Les combattants ci-dessous ont reçu chacun un bonus de 50 000$ :
- Combat de la soirée : aucun bonus attribué
- Performance de la soirée : Manuel Torres, Édgar Cháirez, David Martínez, et Ateba Gautier